# Demokratische Union der Türkisch-Muslimischen Tataren Rumäniens
Die Demokratische Union der Türkisch-Muslimischen Tataren Rumäniens oder in Kürzel UDTTMR (rumänisch: Uniunea Democrată a Tătarilor Turco-Musulmani din România, krimtatarisch: Romanya Müslüman Tatar Türklerĭ Demokrat Bĭrlĭgĭ) ist eine ethnische Partei in Rumänien. Aus der Minderheit der Tataren in Rumänien wurde um die Jahreswende 1989/1990  nach dem Zerfall des Kommunismus in Rumänien diese Organisation gegründet, um ihre Kultur weiter zu fördern. Die rumänische Regierung betreibt keine Rumänisierung der Tataren und verfolgt eine Politik der guten Zusammenarbeit von Tataren und Rumänen.